# Vincent Floissac
Sir Vincent Floissac, né le 31 juillet 1928 et mort le 25 septembre 2010, est un homme politique lucien, qui a assuré l'intérim du poste de gouverneur général de Sainte-Lucie alors vacant, de 1987 à 1988.